# Lyons (Oregon)
Lyons és una població dels Estats Units a l'estat d'Oregon. Segons el cens del 2000 tenia 1.008 habitants.

## Demografia
Segons el cens del 2000, Lyons tenia 1.008 habitants, 372 habitatges, i 296 famílies. La densitat de població era de 452,5 habitants per km².
Dels 372 habitatges en un 31,7% hi vivien nens de menys de 18 anys, en un 66,4% hi vivien parelles casades, en un 7,8% dones solteres, i en un 20,4% no eren unitats familiars. En el 14% dels habitatges hi vivien persones soles el 4,8% de les quals corresponia a persones de 65 anys o més que vivien soles. El nombre mitjà de persones vivint en cada habitatge era de 2,71 i el nombre mitjà de persones que vivien en cada família era de 2,94.
Per edats la població es repartia de la següent manera: un 25,8% tenia menys de 18 anys, un 7,7% entre 18 i 24, un 25,3% entre 25 i 44, un 28,4% de 45 a 60 i un 12,8% 65 anys o més.
L'edat mediana era de 39 anys. Per cada 100 dones de 18 o més anys hi havia 99,5 homes.
La renda mediana per habitatge era de 40.368$ i la renda mediana per família de 45.875$. Els homes tenien una renda mediana de 34.286$ mentre que les dones 22.083$. La renda per capita de la població era de 15.628$. Aproximadament el 9,3% de les famílies i l'11,7% de la població estaven per davall del llindar de pobresa.

## Poblacions més properes
El següent diagrama mostra les poblacions més properes.